# Ileana Bozac
Ileana Bozac (n. Gherman) (n. 16 august 1914, sat Sâmboeni, comuna Cămărașu, jud. Cluj - d. 23 martie 2000, Cluj-Napoca, județul Cluj, România) este un istoric român.

## Biografie
S-a născut într-o familie de preoți și intelectuali greco-catolici. A făcut studii secundare la Blaj și Cluj, iar în anii 1932-1936 a absolvit studii superioare la Universitatea din Cluj. A activat ca și profesor în învățământul mediu (1936-1942), de asemenea a avut lucrări de cercetare științifică la Institutul de istorie si arheologie din Cluj, fiind de asemenea membră a Societății de știintț istorice. Din cauza originii sociale, a confesiunii și a faptului că soțul ei a murit luptând în Armata Română pe Frontul de Est, la începutul perioadei comuniste (1948-1951) a avut dificultăți majore în a-și găsi un loc de muncă pe măsura pregătirii de specialitate.. A publicat studii și articole despre situația economică, socială și îndeosebi culturala din Transilvania, dar mai ales numeroase izvoare istorice.

## Opera
Documente privind istoria României. Seria C. Transilvania (colaborator al mai multor volume).
Politica școlară a curții din Viena în domeniul fiscal al Zlatnei în a doua jumătate a sec. al XVIII-lea, în „Studii și Cercetări Istorice”, VII (1956), p. 113-150; 
Exploatarea muncii copiilor în minele statului din Transilvania în a doua jumătate a sec. al XVIII-lea, în „Studii", XI (1958), 3, p. 93-105; 
Școlile de la salinele din Transilvania la sfârșitul veacului al XVIII-lea, în „Anuarul Institutului de Istorie din Cluj”, III (1960), p. 281-295; 
Arhiva lui Horea, în „Revista Arhivelor”, IV (1961), 2, p. 151-178; 
Morile din domeniul de sus al Zlatnei în anul 1774, în „Anuarul Institutului de Istorie din Cluj”, VIII (1965), p. 329-353; 
1. 1 2  „Primăria Cămărașu, județul Cluj. Oameni de seamă”. Accesat în 13 iunie 2021.
2. ↑  Ștefănescu, Ștefan(coord.) (1978). Enciclopedia istoriografiei românești. București: Editura științifică și enciclopedică. p. 71.